# Crawford (New York)
Pour les articles homonymes, voir Crawford.
Crawford est une ville du comté d'Orange, dans l'État de New York, aux États-Unis,. En 2020, elle comptait une population de 9 130 habitants.

## Démographie
Lors du recensement de 2010, la ville comptait une population de 9 316 habitants, tandis qu'en 2020, elle en compte 9 130.